# 爱达荷福尔斯
爱达荷福尔斯（英語：Idaho Falls）是美国爱达荷州邦納維爾縣縣治和最大的城市，與經常與波卡特洛在全州第三和第四大城市之間輪換。2000年人口為50,730人（2006年估計為 52,786人）。
它是愛達荷東部的地區中心，愛達荷福爾斯地區機場、東愛達荷學院、愛達荷博物館位於此地，愛達荷國家實驗室位於其郊區。